# زیستگاه (فیلم)
«زیستگاه» (انگلیسی: Habitat (film)) فیلمی در ژانر علمی–تخیلی است که در سال ۱۹۹۷ منتشر شد. از بازیگران آن می‌توان به بالتازار گتی، چکی کاریو، الیس کریج، کنت ولش، و لورا هریس اشاره کرد.